# Pucté
Pucté är en ort i Mexiko.   Den ligger i kommunen Tampamolón Corona och delstaten San Luis Potosí, i den centrala delen av landet, 240 km norr om huvudstaden Mexico City. Pucté ligger 143 meter över havet och antalet invånare är 247.
Terrängen runt Pucté är kuperad åt nordväst, men åt sydost är den platt. Runt Pucté är det ganska tätbefolkat, med 58 invånare per kvadratkilometer. Närmaste större samhälle är Tanquián de Escobedo, 14,7 km öster om Pucté. Omgivningarna runt Pucté är en mosaik av jordbruksmark och naturlig växtlighet.